# Бєлєнький 3ахар Мойсейович
3ахар Мойсейович Бєлєнький (нар. 1888, місто Невель Вітебської губернії, тепер Псковської області, Російська Федерація —  розстріляний 2 лютого 1940, місто Москва, Російська Федерація) — радянський профспілковий та партійний діяч, в.о. голови Комісії радянського контролю при РНК СРСР, член ЦВК СРСР 4-го і 7-го скликань. Член Центральної контрольної комісії ВКП(б) у 1927—1934 роках та член Президії ЦКК ВКП(б) у 1930—1934 роках. Член Комісії радянського контролю при РНК СРСР у 1934—1939 роках.

## Життєпис
Народився в єврейській родині службовця міщанського походження. У 1903 році закінчив три класи початкової школи в місті Невелі.
З 1903 по березень 1905 року — учень-підмайстер приватної ювелірної майстерні в Невелі.
Член РСДРП з березня 1905 року.
У липні 1905 року заарештований за революційну діяльність, але незабаром звільнений.
З липня 1905 по жовтень 1906 року — на тимчасових підробітках у Невелі.
У жовтні 1906 року заарештований за революційну діяльність, до травня 1907 року перебував у в'язницях Невеля, Вітебська, Санкт-Петербурга, пересильній в'язниці Вологди. З травня 1907 по березень 1909 року — на засланні в місті Яренську та селі Усть-Кулом Усть-Сисольського повіту Вологодської губернії.
З березня по жовтень 1909 року — на випадкових роботах у Санкт-Петербурзі.
З жовтня 1909 по лютий 1910 року — під арештом у в'язниці Санкт-Петербурга. Висланий під нагляд поліції до Невеля.
У лютому 1910 — 1913 року — ювелір-протезник приватної майстерні в Невелі. У 1913 — листопаді 1916 року — ювелір-протезник приватних майстерень у Санкт-Петербурзі, Ковно, Кишиневі, Вітебську. У листопаді 1916 — травні 1917 року — ювелір-протезник приватної майстерні в Санкт-Петербурзі.
У травні — грудні 1917 року — член виконавчого комітету профспілкової ради Петрограда.
У грудні 1917 — березні 1918 року — голова Петроградської біржі праці.
У березні — жовтні 1918 року — заступник комісара Північної комуни в Петрограді.
У грудні 1918 — серпні 1919 року — завідувач відділу ВЦРПС і Народного комісаріату праці РРФСР у Москві.
У серпні — грудні 1919 року — комісар агітаційного поїзду «Октябрская революция» на Уралі та в Сибіру.
У грудні 1919 — вересні 1920 року — уповноважений ВЦРПС по Сибірському краю в місті Омську.
У 1920—1922 роках — член комісії із водного транспорту Вищої ради народного господарства (ВРНГ) РРФСР.
Одночасно в жовтні 1920 — лютому 1921 року — уповноважений ВЦРПС і Міжрадпрофу «із спеціальної роботи» в Берліні (Німеччина).
У березні — червні 1921 року — уповноважений ВЦРПС по Уралу в місті Свердловську.
У липні 1921 — листопаді 1922 року — заступник завідувача відділу ЦК Всеросійської об'єднаної профспілки робітників залізничного і водного транспорту (Цектран) та заступник головного редактора газети «Гудок».
Одночасно в жовтні 1921 — 1922 року — заступник завідувача транспортного підвідділу ЦК РКП(б).
У листопаді 1922 — січні 1927 року — голова Південно-Східного крайового бюро ВЦРПС у місті Ростові-на-Дону.
У січні 1927 — лютому 1928 року — завідувач тарифно-економічного відділу та член президії ВЦРПС.
У березні 1928 — 1931 року — член колегії Народного комісаріату робітничо-селянської інспекції СРСР, завідувач закордонної інспекції ЦКК — Народного комісаріату робітничо-селянської інспекції СРСР у Берліні.
У 1931 — лютому 1934 року — заступник народного комісара робітничо-селянської інспекції СРСР.
У березні 1934 — травні 1935 року — керівник групи торгівлі та харчової промисловості Комісії радянського контролю при РНК СРСР.
У травні 1935 — квітні 1939 року — керівник групи із організаційних питань — 1-й заступник голови Комісії радянського контролю при РНК СРСР. У 1938 — квітні 1939 року — виконувач обов'язків голови Комісії радянського контролю при РНК СРСР.
24 квітня (за іншими даними — 16 червня) 1939 року заарештований органами НКВС. Засуджений Воєнною колегією Верховного суду СРСР 1 лютого 1940 року до страти, розстріляний наступного дня. Похований на Донському цвинтарі Москви.
5 січня 1955 року реабілітований, 21 березня 1956 року посмертно відновлений у партії.